# 볼프강 슈미트
볼프강 슈미트(독일어: Wolfgang Schmidt, 1954년 1월 16일 ~ )는 원반던지기를 주종목으로 활약한 전 동독의 육상 선수이다.
동베를린에서 태어난 슈미트는 1976년 몬트리올 올림픽에서 원반던지기 은메달을 따고, 4년 후 모스크바에서 4위를 하였다. 그는 2회의 월드컵 (1977, 1979)을 우승하였다.
유럽 선수권에서 그는 1974년 8위를 하고, 1978년 금메달을 획득하였으며, 1990년 당시 서독을 위하여 동메달을 추가하였다.
그는 1975년부터 1980년까지 동독의 6연속 국내 챔피언이었다. 독일의 재통일이 오기 전에 마지막 국제 매치에서 1988년 동독의 위르겐 슐트는 슈미트로부터 축하를 받아들이지 않을 때 소란을 일으켰다. 1992년 슈미트는 서독 선수권을 우승하였다.
1982년 슈미트는 자신이 서독으로 탈출하는 계획을 세웠으나 배신을 당하고 1년 반의 징역 선고를 받을 때 큰 표제를 만들었다.
석방 후, 그는 슈타지가 조정한 아들러스호프의 바흐레기멘트의 코치로서 직업이 주어졌으며, 1987년 말기까지 신중히 만기된 이민 문서들을 신청하여 그는 1988년 서울 올림픽에 서독을 위하여 나가지 못하였다.
그의 이야기는 후에 윌리엄 오스카 존슨과 아니타 베르쇼트에 의하여 〈던져진 자유〉로서 쓰여졌다. 슈미트는 결국적으로 미국으로 이민을 가 증권 거래와 경영 상담자로 일하였다.